# Australië op de Olympische Spelen
Australië is een van de landen die deelneemt aan de Olympische Spelen. Australië was present op de eerste editie van de Zomerspelen in 1896. Veertig jaar later, in 1936, kwam het voor het eerst uit op de Winterspelen.
Australië is een van de landen die aan alle Olympische Zomerspelen hebben deelgenomen. Daarbij moet worden opgemerkt dat in 1908 en 1912 Australië samen met Nieuw-Zeeland deelnam aan de Spelen onder de naam Australazië.
In 2024 nam Australië voor de 30e keer deel aan de Zomerspelen (inclusief 2x als Australazië), in 2022 voor de 20e keer deel aan de Winterspelen. Het is een van de 44 landen die zowel op de Winter- als de Zomerspelen een medaille behaalde, 622 (188-199-235) in totaal.

## Medailles en deelnames

### Overzicht
De tabel geeft een overzicht van de jaren waarin werd deelgenomen, het aantal gewonnen medailles en de eventuele plaats in het medailleklassement.
| Zomerspelen | Zomerspelen | Zomerspelen | Zomerspelen | Zomerspelen | Zomerspelen |        | Winterspelen | Winterspelen | Winterspelen | Winterspelen | Winterspelen | Winterspelen |
| Jaar        | Goud        | Zilver      | Brons       | Totaal      | Rang        | Jaar   | Goud         | Zilver       | Brons        | Totaal       | Rang         |              |
| 1896        | 2           | 0           | 0           | 2           | 8           |        |              |              |              |              |              |              |
| 1900        | 2           | 0           | 3           | 5           | 9           |        |              |              |              |              |              |              |
| 1904        | 0           | 3           | 1           | 4           | 12          |        |              |              |              |              |              |              |
| 1908        | -           | -           | -           | -           | -           |        |              |              |              |              |              |              |
| 1912        | -           | -           | -           | -           | -           |        |              |              |              |              |              |              |
| 1920        | 0           | 2           | 1           | 3           | 16          |        |              |              |              |              |              |              |
| 1924        | 3           | 1           | 2           | 6           | 11          | 1924   | -            | -            | -            | -            | -            |              |
| 1928        | 1           | 2           | 1           | 4           | 19          | 1928   | -            | -            | -            | -            | -            |              |
| 1932        | 3           | 1           | 1           | 5           | 10          | 1932   | -            | -            | -            | -            | -            |              |
| 1936        | 0           | 0           | 1           | 1           | 30          | 1936   | 0            | 0            | 0            | 0            | -            |              |
| 1948        | 2           | 6           | 5           | 13          | 14          | 1948   | -            | -            | -            | -            | -            |              |
| 1952        | 6           | 2           | 3           | 11          | 9           | 1952   | 0            | 0            | 0            | 0            | -            |              |
| 1956        | 13          | 8           | 14          | 35          | 3           | 1956   | 0            | 0            | 0            | 0            | -            |              |
| 1960        | 8           | 8           | 6           | 22          | 5           | 1960   | 0            | 0            | 0            | 0            | -            |              |
| 1964        | 6           | 2           | 10          | 18          | 8           | 1964   | 0            | 0            | 0            | 0            | -            |              |
| 1968        | 5           | 7           | 5           | 17          | 9           | 1968   | 0            | 0            | 0            | 0            | -            |              |
| 1972        | 8           | 7           | 2           | 17          | 6           | 1972   | 0            | 0            | 0            | 0            | -            |              |
| 1976        | 0           | 1           | 4           | 5           | 32          | 1976   | 0            | 0            | 0            | 0            | -            |              |
| 1980        | 2           | 2           | 5           | 9           | 15          | 1980   | 0            | 0            | 0            | 0            | -            |              |
| 1984        | 4           | 8           | 12          | 24          | 14          | 1984   | 0            | 0            | 0            | 0            | -            |              |
| 1988        | 3           | 6           | 5           | 14          | 15          | 1988   | 0            | 0            | 0            | 0            | -            |              |
| 1992        | 7           | 9           | 11          | 27          | 10          | 1992   | 0            | 0            | 0            | 0            | -            |              |
| 1996        | 9           | 9           | 23          | 41          | 7           | 1994   | 0            | 0            | 1            | 1            | 22           |              |
| 2000        | 16          | 25          | 17          | 58          | 4           | 1998   | 0            | 0            | 1            | 1            | 22           |              |
| 2004        | 17          | 16          | 17          | 50          | 4           | 2002   | 2            | 0            | 0            | 2            | 15           |              |
| 2008        | 14          | 15          | 17          | 46          | 6           | 2006   | 1            | 0            | 1            | 2            | 17           |              |
| 2012        | 8           | 15          | 12          | 35          | 8           | 2010   | 2            | 1            | 0            | 3            | 13           |              |
| 2016        | 8           | 11          | 10          | 29          | 10          | 2014   | 0            | 2            | 1            | 3            | 24           |              |
| 2020        | 17          | 7           | 22          | 46          | 6           | 2018   | 0            | 2            | 1            | 3            | 23           |              |
| 2024        | 18          | 19          | 19          | 56          | 4           | 2022   | 1            | 2            | 1            | 4            | 18           |              |
| Totaal      | 182         | 192         | 229         | 603         |             | Totaal | 6            | 7            | 6            | 19           |              |              |
| Tot. Z+W    | 188         | 199         | 235         | 622         |             |        |              |              |              |              |              |              |

Afghanistan · Albanië · Algerije · Amerikaans-Samoa · Amerikaanse Maagdeneilanden · Andorra · Angola · Antigua en Barbuda · Argentinië · Armenië · Aruba · Australië · Azerbeidzjan · Bahama's · Bahrein · Bangladesh · Barbados · België · Belize · Benin · Bermuda · Bhutan · Bolivia · Bosnië en Herzegovina · Botswana · Brazilië · Britse Maagdeneilanden · Brunei · Bulgarije · Burkina Faso · Burundi · Cambodja · Canada · Centraal-Afrikaanse Republiek · Chili · China · Chinees Taipei · Colombia · Comoren · Congo-Brazzaville · Congo-Kinshasa · Cookeilanden · Costa Rica · Cuba · Cyprus · Denemarken · Djibouti · Dominica · Dominicaanse Republiek · Duitsland · Ecuador · Egypte · El Salvador · Equatoriaal-Guinea · Eritrea · Estland · Ethiopië · Fiji · Filipijnen · Finland · Frankrijk · Gabon · Gambia · Georgië · Ghana · Grenada · Griekenland · Groot-Brittannië · Guam · Guatemala · Guinee · Guinee-Bissau · Guyana · Haïti · Honduras · Hongarije · Hongkong · Ierland · IJsland · India · Indonesië · Irak · Iran · Israël · Italië · Ivoorkust · Jamaica · Japan · Jemen · Jordanië · Kaaimaneilanden · Kaapverdië · Kameroen · Kazachstan · Kenia · Kirgizië · Kiribati · Koeweit · Kosovo · Kroatië · Laos · Lesotho · Letland · Libanon · Liberia · Libië · Liechtenstein · Litouwen · Luxemburg · Madagaskar · Malawi · Malediven · Maleisië · Mali · Malta · Marokko · Marshalleilanden · Mauritanië · Mauritius · Mexico · Micronesië · Moldavië · Monaco · Mongolië · Montenegro · Mozambique · Myanmar · Namibië · Nauru · Nederland · Nepal · Nicaragua · Nieuw-Zeeland · Niger · Nigeria · Noord-Korea · Noord-Macedonië · Noorwegen · Oeganda · Oekraïne · Oezbekistan · Oman · Oost-Timor · Oostenrijk · Pakistan · Palau · Palestina · Panama · Papoea-Nieuw-Guinea · Paraguay · Peru · Polen · Portugal · Puerto Rico · Qatar · Roemenië · Rusland · Rwanda · Saint Kitts en Nevis · Saint Lucia · Saint Vincent en de Grenadines · Salomonseilanden · Samoa · San Marino · Saoedi-Arabië · Sao Tomé en Principe · Senegal · Servië · Seychellen · Sierra Leone · Singapore · Slovenië · Slowakije · Somalië · Spanje · Sri Lanka · Soedan · Suriname · Swaziland · Syrië · Tadzjikistan · Tanzania · Thailand · Togo · Tonga · Trinidad en Tobago · Tsjaad · Tsjechië · Tunesië · Turkije · Turkmenistan · Tuvalu · Uruguay · Vanuatu · Venezuela · Verenigde Arabische Emiraten · Verenigde Staten · Vietnam · Wit-Rusland · Zambia · Zimbabwe · Zuid-Afrika · Zuid-Korea · Zuid-Soedan · Zweden · Zwitserland
Historische landen: Bohemen · Bondsrepubliek Duitsland · Brits-Indië · Duitse Democratische Republiek · Joegoslavië · Malaya · Nederlandse Antillen · Noord-Borneo · Noord-Jemen · Saarland · Servië en Montenegro · Sovjet-Unie · Tsjecho-Slowakije · West-Indische Federatie · Zuid-Jemen
Bijzondere deelnames: Onafhankelijke olympische atleten · Vluchtelingenteam 
 Australazië · Duits Eenheidsteam · Gemengd team · Gezamenlijk Team